# Il mantenuto
Il mantenuto è un film del 1961 diretto da Ugo Tognazzi, all'esordio come regista.

## Trama
Stefano Garbelli è un modesto impiegato romano. Mentre sta portando a spasso il cane in una serata d'estate viene indicato come suo protettore da una prostituta, Daniela, molestata dai magnaccia di alcune colleghe. La donna si presenta poi a Stefano, facendosi passare per una infermiera che lavora di notte in una clinica. Stefano fa così amicizia con Daniela, che lo interessa: senza rendersene conto passa per il suo protettore sia agli occhi dei rivali, che lo aggrediscono per dargli una lezione, sia a quelli della polizia, che convoca al commissariato aggredito e aggressori.
I poliziotti mandati in sorveglianza scambiano per una casa equivoca anche il luogo in cui Stefano si reca, con alcuni colleghi di ufficio, per una riunione sindacale. Il commissario di polizia va a parlare col presidente della Farmaeuropa, la ditta dove Stefano lavora, il conte Lori, spiegandogli i propri sospetti, che si appuntano anche su Carla, la segretaria del direttore, la quale ha sempre respinto gli approcci di quest'ultimo.
Inconsapevole dell'equivoco che si è creato, Stefano accetta di organizzare a casa sua, su richiesta del direttore, un appuntamento galante con Carla: e finalmente l'occasione di chiarire il malinteso, ma Stefano viene licenziato. Finisce allora con una ricca vedova, Amalia, che da tempo gli faceva la corte e che è proprietaria di un grande supermercato. D'ora in poi farà davvero il mantenuto, costretto a lavorare nel supermercato agli ordini della moglie. Ma in un impeto di rabbia fa fragorosamente precipitare a terra file e file ordinate di barattoli in vendita.